# چاپ لیزری

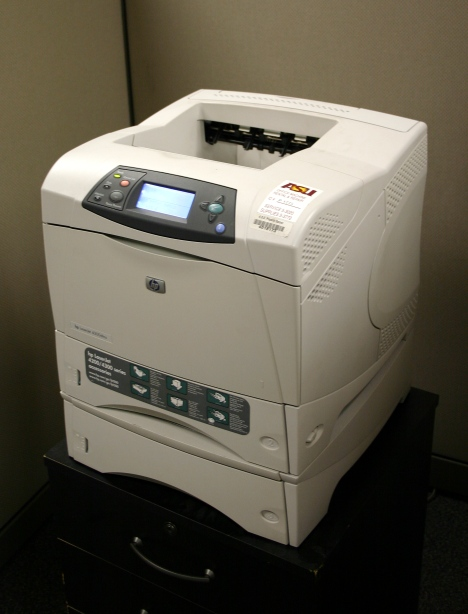
چاپگر HP LaserJet سری ۴۲۰۰، که برروی آن خوراک دهنده کاغذ با ظرفیت بالا نصب شده است.

پرینت لیزری یا چاپ لیزری، فرآیند چاپ دیجیتالی الکترواستاتیکی است. در این فرآیند، نوشته و تصاویر با کیفیت بالا (همچنین تصاویر با کیفیت متوسط)، با عبور دادن باریکه لیزری به سمت عقب و جلو، به طور مکرر، روی استوانه بارداری به نام "درام" ایجاد می گردد. در این فرآیند، لیزر، الگوی باردار غیر یکنواختی را روی درام تعریف می کند. آنگاه درام، جوهر پودری (تونر) باردار شده ای را به صورت الکتریکی و انتخابی جمع آوری کرده و تصویر را روی کاغذ منتقل می کند. در این مرحله، توسط گرما، تونر، تصویر، نوشته یا هردو بر روی کاغذ به طور دائمی جوش می خورند. چاپگران لیزری نیز همچون دستگاه فتوکپی، از فرآیند چاپ زیروگرافی بهره می برد. تفاوت پرینت لیزری با زیروگرافی سنتی این است که در زیروگرافی سنتی، تصویر با انعکاس تاریکی نور از یک سند از پیش موجود، تشکیل می شود، در حالی که چاپگر لیزری نیازی به سند فیزیکی از پیش ندارد.

## مبانی چاپگر لیزری

### الکتریسیته ساکن
الکتریسیته ساکن در یک چاپگر لیزری، همچون چسب موقت عمل می‌کند. از قسمت‌های اصلی یک چاپگر لیزری گیرنده نوری آن می‌باشد که به صورت یک سیلندر چرخان بوده و از مواد بسیار رسانای نوری ساخته شده است. این مواد از طریق تخلیه فوتون‌های نور عمل می‌کند.
در چاپگر رنگی پرتوی لیزر، بار موجود در سطح درام را خنثی می کند در نتیجه یک تصویر با بار الکتریکی منفی ساکن بر روی سطح درام باقی می‌ماند. نواحی از درام که در معرض لیزر قرار گرفته‌اند لحظه‌ای فاقد هرگونه شارژ می‌شود.

### درام
درام (Drum) در یک چاپگر رنگی به وسیله یک سیم با جریان الکتریکی مثبت شارژ می‌شود. با چرخش درام (Drum) لیزر به سطوح قابل چاپ تابانده می‌شود. درامِ چاپگر(Drum Printer)، پودر سیاه و بسیار ریزی را روی کاغذ قرار می‌دهد. این پودر بار مثبت داشته و فقط به مناطقی می‌چسبد که بار منفی داشته باشد.

### فیوزر
فیوزر در یک چاپگر رنگی، غلطک گرمی است که با عبور کاغذ از میان آن سبب می‌شود تا پودرهایی که در مناطق با بار منفی قرار گرفته‌اند ذوب شده و به الیاف کاغذ متصل شوند.

## منابع

بارگذاری در یک چاپگر رنگی

عملکرد فیوزر در یک چاپگر رنگی

## جستارهای مرتبط
- چاپگر تصعید رنگ
- پنهان‌نگاری
- چاپ حرارتی
- رابط گرافیکی دستگاه
- چاپگر ۳ بعدی